# Злочини майбутнього (фільм, 2022)
«Злочини майбутнього» (англ. Crimes of the Future) — науково-фантастичний трилер з елементами фільму жахів від Девіда Кроненберга, який виступив в ролі режисера та сценариста. Головні ролі виконали Вігго Мортенсен, Леа Сейду та Крістен Стюарт. Фільм не є римейком одноіменної стрічки 1970 року, де режисером також був Кроненберг.

## Сюжет
У невизначеному майбутньому людська еволюція робить несподіваний крок. Тепер більшість людей перестали відчувати біль, а інфекційні захворювання взагалі зникли. Подібні зміни призвели до того, що значного поширення набули хірургічні втручання у свідомому стані. Дехто навіть влаштовує з цього шоу. Одними з таких є Сол Тензер та його помічниця Каприз. Використовуючи спеціальне приладдя під назвою Сарк, яке задумувалось як засіб для проведення розтину, вони показують глядачам справжні перформанси. Справа в тому, що організм Сола здатен вирощувати невідомі науці нові органи. А сам процес вилучення органу відбувається перед глядачами в стилі шоу. Тому Тензер має популярність та змушений приховувати своє обличчя, коли мандрує містом. Однак після останньої операції Сол розмірковує над тим, щоб влаштувати щось нове, чого їх глядачі ще не бачили. Доволі неочікувано до нього звертається Ланг Дотріс, який пропонує провести розтин його мертвого сина-підлітка. Він пояснює Тензеру, що дитина від народження мала незвичні властивості, чим власне лякала свою матір. Зрештою саме через це вона вбила свого сина, оскільки він не був схожим на звичайну людину. В свою чергу Ланг хоче показати суспільству, що ті відмінності не є чимось страшним, а скоріше нагадують можливості Сола. Тим не менш є одна перешкода, що заважає провести розтин — це пряме порушення закону. А сам Сол є агентом під прикриттям, який полює на таких людей як Ланг...

## У ролях
| Актор           | Роль        |
| --------------- | ----------- |
| Вігго Мортенсен | Сол Тензер  |
| Леа Сейду       | Каприз      |
| Крістен Стюарт  | Тімлін      |
| Скотт Спідман   | Ланг Дотріс |

## Виробництво
У лютому 2021 року під час інтерв'ю журналу GQ Вігго Мортенсен розповів, що працює над проєктом з Девідом Кроненбергом. У квітні Леа Сейду і Крістен Стюарт були серед акторів, оголошених для фільму. У серпні 2021 року до акторського складу фільму приєдналися Таная Бітті, Йоргос Карамічос, Надя Ліц та Йоргос Пірпассопулос.
Зйомки фільму розпочалися 2 серпня 2021 року і завершилися 10 вересня 2021 року в Афінах, Греція.

## Зовнішні посилання
- Злочини майбутнього на сайті IMDb (англ.)